# جزيرة كسكوس الشمالية
جزيرة كسكوس الشمالية هي إحدى الجزر الواقعة في الخليج العربي، وتتبع المنطقة الشرقية السعودية. تبلغ مساحة الجزيرة نحو 0,22 كم2 وتبعد عن الساحل بحوالي 5 ميل بحري.